# 지식공학
지식공학(Knowledge engineering, KE)은 지식 기반 시스템의 구축, 유지 및 사용과 관련된 모든 기술적, 과학적, 사회적 측면을 의미한다.

## 배경

### 전문가 시스템
전문가 시스템의 첫 번째 사례 중 하나는 의료 진단을 수행하는 애플리케이션인 MYCIN이었다. MYCIN 예에서 도메인 전문가는 의사였으며 대표되는 지식은 진단 전문 지식이었다.
전문가 시스템은 복잡한 인간 의사 결정을 이해하려는 시도로 인공 지능 실험실에서 처음 개발되었다. 이러한 초기 프로토타입의 긍정적인 결과를 바탕으로 이 기술은 1980년대에 미국 비즈니스 커뮤니티(나중에 전 세계)에 채택되었다. 에드워드 파이겐바움(Edward Feigenbaum)이 주도한 스탠포드 휴리스틱 프로그래밍 프로젝트는 최초의 전문가 시스템을 정의하고 개발한 선두주자 중 하나였다.

## 같이 보기
- 지식 경영
- 지식 표현
- 태그 (정보)